# 本吉原站
本吉原站（日语：／ Honyoshiwara eki */?）是位於靜岡縣富士市今泉，屬於岳南電車的岳南線車站。車站編號為GD04。本站的月台和其棚頂於2021年3月被指定為日本的登錄有形文化財。

## 歷史
- 1950年（昭和25年）4月18日 - 岳南鐵道（日语：岳南鉄道）開設第一代吉原站（日语：／）。
- 1951年（昭和26年）12月20日 - 隨著鐵路延伸至岳南富士岡站，成為中途車站。
- 1956年（昭和31年）4月10日 - 車站改名為本吉原站。
- 2013年（平成25年）4月1日 - 隨著經營業務轉移，成為岳南電車的車站[1]。
- 2021年6月24日，本吉原站的月台和其棚頂被指定為日本的登錄有形文化財[2][3][4][5]。

## 車站構造
此站是設有1面2線島式月台的地面車站，可進行列車交會。月台西端設有站內平交道前往車站北邊出入口。此站過去處理過貨物起卸業務，因此站內設有三條側線和貨物月台。在貨物起卸業務中止後，此站於1993年（平成5年）成為無人車站。翌年隨著站房老化便將其撒走。

### 月台
| 月台 | 路線    | 上下行 | 方向         |
| ---- | ------- | ------ | ------------ |
| 南邊 | ■岳南線 | 上行   | 吉原方向     |
| 北邊 | ■岳南線 | 下行   | 岳南江尾方向 |

## 使用狀況
根據「靜岡縣統計年鑑」，以下為1日平均上下車人次列表。
| 年度     | 一日平均 上下車人次 | 乘車人次 | 下車人次 |
| -------- | ------------------- | -------- | -------- |
| 2001年度 | 252人               | 81人     | 171人    |
| 2002年度 | 250人               | 78人     | 172人    |
| 2003年度 | 256人               | 77人     | 179人    |
| 2004年度 | 272人               | 86人     | 186人    |
| 2007年度 | 289人               | 88人     | 201人    |

## 車站周邊

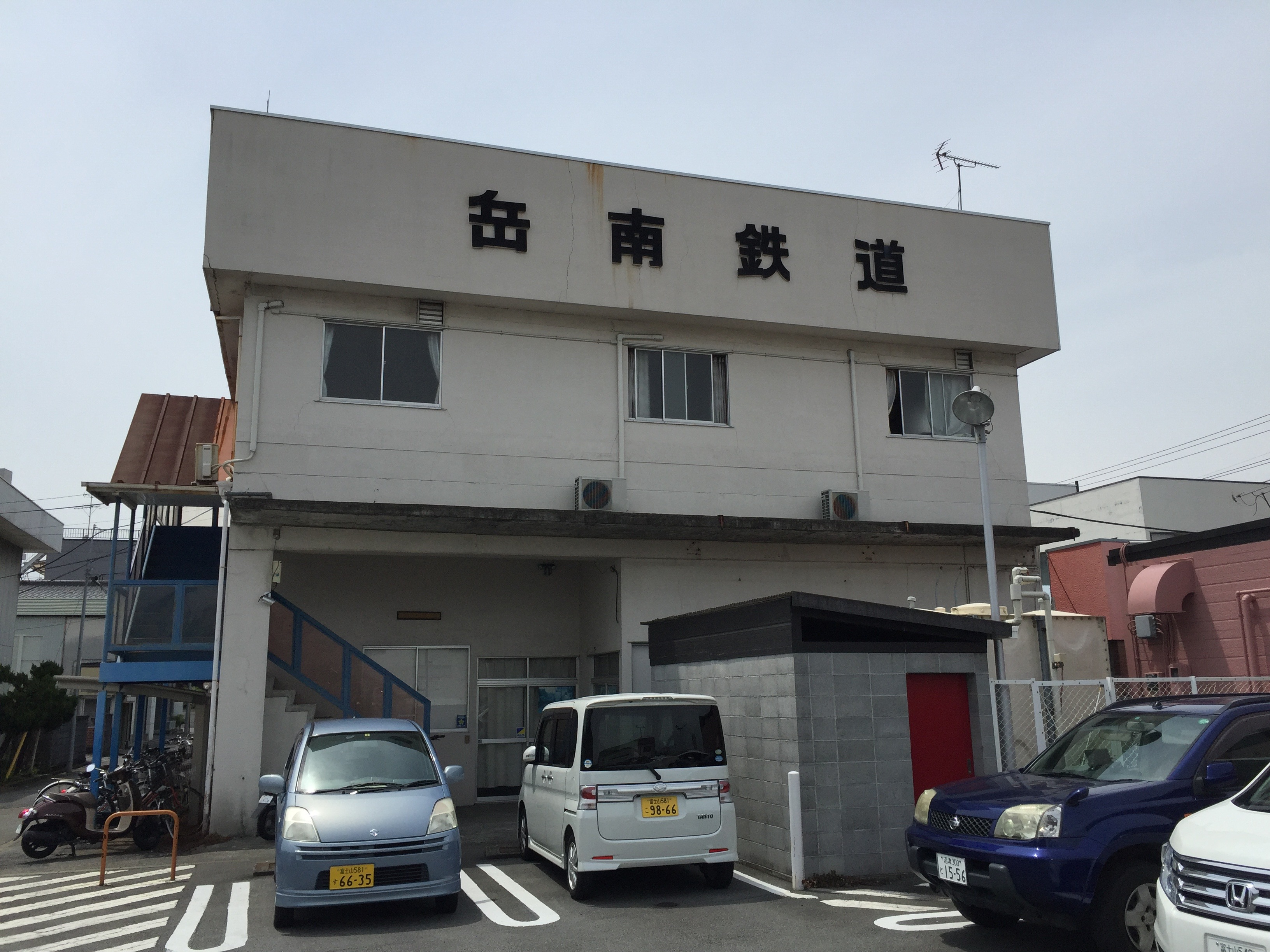
岳南鐵道總部

本站附近設有工場和住宅，住宅多數為郊外型公寓。
- 岳南總道總部
- 富士市立今泉小學（日语：富士市立今泉小学校）
- 富士市立吉原第二中學（日语：富士市立吉原第二中学校）
- 西友樂市今泉店
- TSUTAYA本吉原店

## 巴士路線
| 乘車處       | 乘車處 | 系統                                 | 主要途經                                   | 目的地     | 巴士公司       | 備註             |
| ------------ | ------ | ------------------------------------ | ------------------------------------------ | ---------- | -------------- | ---------------- |
| 岳鐵本吉原站 |        | 向日葵巴士吉原中央站循環（綠色路線） | 岳鐵吉原本町站、吉原中央站、富士中央醫院   | 吉原中央站 | 富士急靜岡巴士 | 平日和星期六服務 |
| 岳鐵本吉原站 |        | 向日葵巴士吉原中央站循環（橙色路線） | 市場町、吉原高校、吉原中央站、富士中央醫院 | 吉原中央站 | 富士急靜岡巴士 | 平日和星期六服務 |

## 相鄰車站
岳南電車
■岳南線
吉原本町（GD03）－本吉原（GD04）－（田宿號誌站）－岳南原田（GD05）

## 注腳
1. ↑  . 日本經濟新聞. 2013-01-25  [2013-01-27]. （原始内容存档于2021-02-14） （日语）.
2. ↑  . 岳南電車株式会社.   [2021-02-09]. （原始内容存档于2021-03-09） （日语）.
3. ↑  . 文化庁  文化遺産オンライン.   [2025-05-08]. （原始内容存档于2024-12-08） （日语）.
4. ↑  . 朝日新聞社. 2021-03-20  [2025-05-08]. （原始内容存档于2021-03-25） （日语）.
5. ↑  . 東京新聞社. 2021-03-22  [2025-05-08]. （原始内容存档于2021-03-22） （日语）.

## 外部連結
- GD4 本吉原站 （页面存档备份，存于）（日語） - 岳南電車株式會社